# Colonia Cello
Colonia Cello es una localidad argentina ubicada en el departamento Castellanos de la provincia de Santa Fe. Se encuentra sobre la ruta provincial 20, 3 km al norte de la ruta nacional 19.
Cuenta con un trazado en forma de damero, con una plaza de 4 hectáreas alrededor de la cual se hallan los edificios más importantes, una escuela en la planta urbana y 2 en la zona rural. Se pueden observar las ruinas de una antigua cremería y un surtidor de combustibles, vestigios de tiempos donde la producción láctea movilizaba al pueblo. Lleva el nombre de su fundador, Gerónimo Cello. Fue fundada en 1884.

## Población
Cuenta con 323 habitantes (Indec, 2010), lo que representa un descenso frente a los 419 habitantes (Indec, 2001) del censo anterior.
| Gráfica de evolución demográfica de Colonia Cello entre 1991 y 2010 |
|                                                                     |
| Fuente: Censos nacionales del INDEC                                 |